# Erich Schmidt-Leichner
Erich Schmidt-Leichner (* 14. Oktober 1910 in Steglitz bei Berlin als Paul Wilhelm Erich Dallmer; † 17. März 1983) war ein deutscher Strafverteidiger.

## Leben
Erich Schmidt-Leichner wurde 1910 als unehelicher Sohn der Witwe Hedwig Schmidt-Leichner geb. Dallmer (1871–1940) geboren; ihr verstorbener Ehemann war der Polizeisekretär Hermann Schmidt-Leichner (1868–1903). Als Vater des Kindes bekannte sich 1911 der Kanzleidiener Paul Wünsche. Dementsprechend hieß das Kind Erich Dallmer, bis 1921 die Genehmigung zum Führen des Familiennamens Schmidt-Leichner erteilt wurde.
Er studierte ab 1929 Rechtswissenschaft an der Universität Berlin, wo er als Assistent tätig war und 1934 über „Unrechtsbewußtsein und Irrtum in ihrer Bedeutung für den Vorsatz im Strafrecht“ promovierte. Beide juristische Staatsexamen bestand er mit Prädikat. 1937 wurde er Oberassessor, 1938 Gerichtsassessor, 1940 Landgerichtsrat und 1943 Kammergerichtsrat. Ab Mai 1941 arbeitete Schmidt-Leichner im Referat Strafgesetzgebung des Reichsjustizministeriums.
Ab 1947 war er als Verteidiger an den Nürnberger Prozessen beteiligt. Er war Mitarbeiter anderer Verteidiger im Flick-Prozess und im I.G.-Farben-Prozess; im Wilhelmstraßen-Prozess gegen führende Angehörige des Auswärtigen Amtes trat er als selbstständiger Verteidiger auf. 1949 ließ er sich als Rechtsanwalt in Frankfurt am Main nieder und wurde beim Oberlandesgericht Frankfurt am Main als Strafverteidiger zugelassen. Zuvor hatte Schmidt-Leichner im Januar 1949 erfolglos versucht, sich im hessischen Justizdienst als Richter reaktivieren zu lassen. Das Anliegen wurde mit Verweis auf seine Mitarbeit an den Richterbriefen abgelehnt. Schmidt-Leichner behauptete später, er habe seine Reaktivierung als Richter 1949 selbst abgelehnt.
Bei den Frankfurter Homosexuellenprozessen führte Schmidt-Leichner als Verteidiger eines wegen gleichgeschlechtlicher Prostitution angeklagten wohnungslosen jungen Mannes am 8. November 1950 eine entscheidende Wende für die Prozessserie herbei. Indem er die Rechtmäßigkeit der Verfügung des Frankfurter Amtsgerichtspräsidenten, nach der alleine der Richter Kurt Ronimi mit den zu diesem Zeitpunkt 150 Gerichtsverhandlungen nach §§ 175, 175a des Strafgesetzbuches betraut war, infrage stellte, lancierte er diesen an die Frankfurter Justiz gerichteten Vorwurf gemeinsam mit dem Gerichtsreporter Rudolf Eims, den er wahrscheinlich von Zusammenkünften des homophilen Vereins für humanitäre Lebensgestaltung (VhL) im Frankfurter Lokal Felsenkeller kannte. Als kurz darauf ein anonymer Drohbrief gegen den Oberstaatsanwalt Hans-Krafft Kosterlitz zugestellt wurde, verdächtigte die Staatsanwaltschaft Schmidt-Leichner, die Morddrohung verfasst zu haben, stellte die Ermittlungen dann aber wegen Mangels an Beweisen ein.
Er publizierte in der Neuen Juristischen Wochenschrift und im Anwaltsblatt. Mediale Bekanntheit erlangte er Anfang der 1960er-Jahre als Wahlverteidiger von Werner Heyde im Prozess um die Aktion T4 vor dem Landgericht Limburg a. d. Lahn, dem sich sein Mandant durch Suizid entzog. Ab Oktober 1966 vertrat er Franz Six als Beschuldigten in den Berliner Ermittlungen gegen Angehörige des Reichssicherheitshauptamtes. Ebenso war er 1978 als Wahlverteidiger im Prozess um den Tod der Anneliese Michel tätig.
Im April 1966 nahm er als einer von 17 Juristen und dem Politikwissenschaftler Hans Buchheim an einer Tagung in Königstein im Taunus teil, die sich mit der Frage des Umgangs der Strafjustiz mit NS-Verbrechen befasste. Die Ergebnisse wurden im September 1966 auf dem 46. Deutschen Juristentag in Essen präsentiert.
Er war Mitglied des Deutschen Anwaltvereins und Referent dessen „Sommerlehrgangs“, der sich mit Strafprozessrecht und Revisionsrecht befasste und alljährlich im Ausland stattfand, sowie Mitglied des 1974 gegründeten Deutsche Strafverteidiger e.V. und ab Mitte der 1970er-Jahre bis zu seinem Tod im Alter von 72 Jahren dessen Vorsitzender.

## Schriften
- Erich Schmidt-Leichner: Unrechtsbewußtsein und Irrtum in ihrer Bedeutung für den Vorsatz im Strafrecht. Kurtze, Breslau 1935.

## Medien
- Reinhart Holl: Beitrag 2: Heyde-Prozeß. Analyse der Gründe für die Verschiebung des Termins für den Prozeß gegen Werner Heyde (Leiter der Erwachsenen-Euthanasie-Aktion, Aktion T4). Mit Statement von Lauritz Lauritzen (Hessischer Justizminister). In: Panorama. Norddeutscher Rundfunk, Hamburg 2. Dezember 1963.
- Fritz Schenk, Emil Obermann: Beitrag 2: Öffentliche Meinung zum Problem der Verjährungsfrist. Repräsentativumfrage und Podiumsdiskussion mit Lauritz Lauritzen (Hessischer Justizminister) und Erich Schmidt-Leichner (Strafverteidiger). In: Report. Nr. 85. Süddeutscher Rundfunk, Stuttgart 15. März 1965.
- Rolf Bickel, Dietrich Wagner: Der Staatsanwalt Joachim Kügler im Interview zum Auschwitz-Prozess. Statements zu Voruntersuchung, Fahndung nach den Angeklagten, sein Eindruck von Fritz Bauer, zur Bedeutung des Prozesses für die Öffentlichkeit und persönlichem, emotionalem Erleben des Prozesses. Hessischer Rundfunk, Frankfurt am Main 25. Juni 1993.